# Tornillos de caja de computadora personal

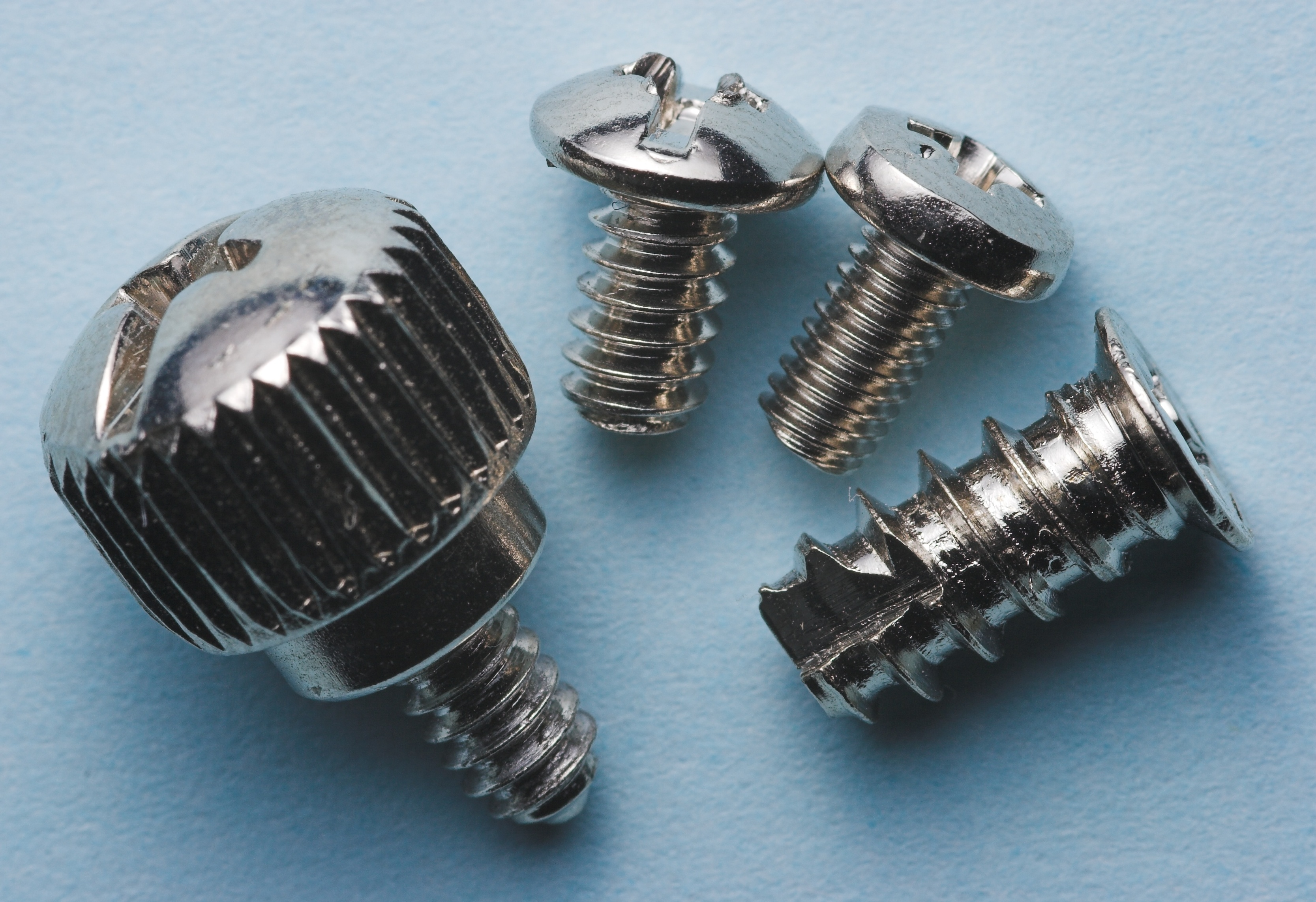
De izquierda a derecha: un tornillo moleteado #6-32 para las tapaderas de la caja del PC, un tornillo #6-32, un tornillo M3 y un tornillo autorroscante para ventiladores fijados a la caja del PC

Los tornillos de caja de computadora personal son unos elementos de unión utilizados para fijar partes de una computadora personal (PC) a su chasis. A pesar de que hay numerosos fabricantes de cajas para computadoras personales, se vienen utilizado principalmente solamente tres pasos de rosca diferentes (según estándar de facto).
Estos pasos de rosca pertenecen a uno de los siguientes estándares:
- Estándar de Rosca Unificado (cuyas siglas en inglés son UTS). Se originó de los Estados Unidos y las dimensiones de sus pasos de rosca (diámetro exterior y paso) se corresponden a fracciones de pulgada. A este estándar pertenecen los tornillos #6-32 y #4-40 usados en las cajas de PC.
- rosca métrica de la norma ISO. Es un estándar mundial, y las dimensiones de las roscas se miden en milímetros. A este estándar pertenece el tornillo M3 usado en las cajas de PC.

Muchas cajas de PC nuevas vienen con una bolsa de estos tornillos para utilizarlos durante el montaje del PC.
Las cajas modernas de algunos fabricantes (Dell, Gateway) y algunos tipos de cajas de entusiastas han reducido el número de tornillos, empleando diseños que no requieren herramientas, por ejemplo, para abrir la caja.

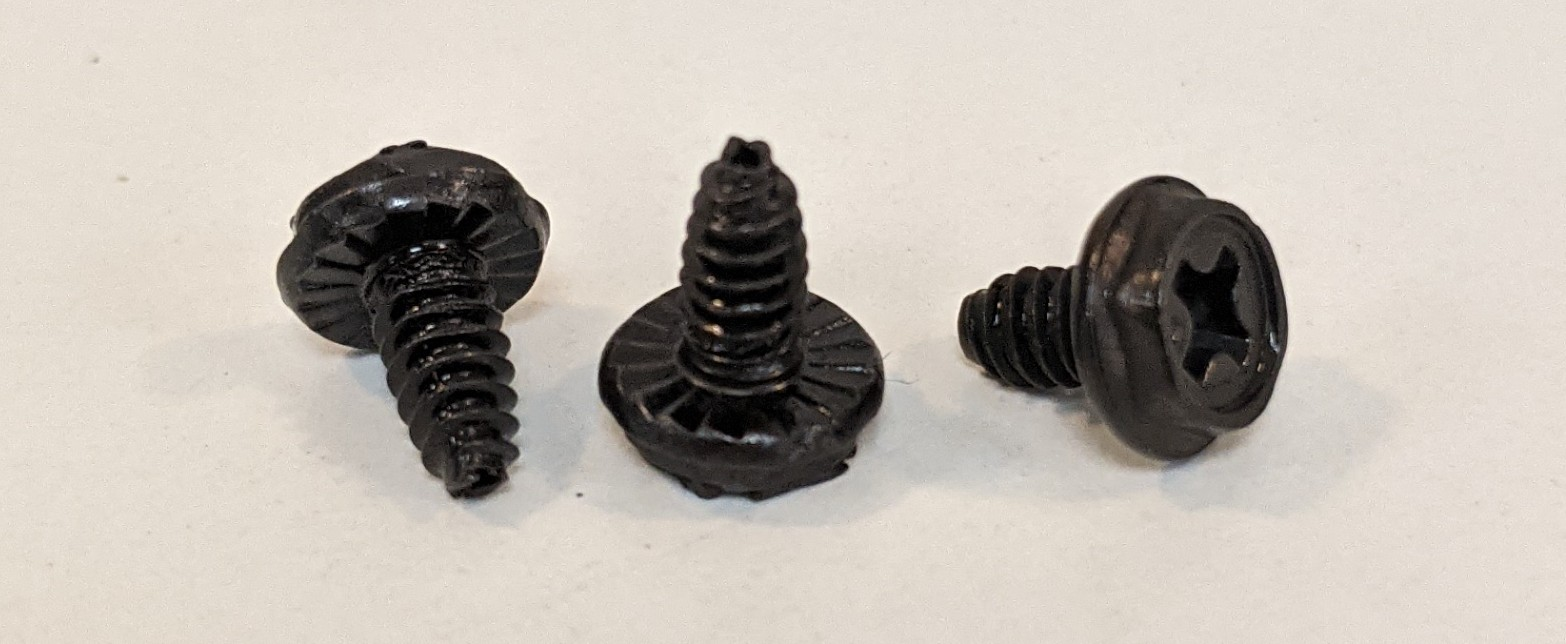
tornillos 6-32 UNC

## Tornillo #6-32 (UNC)

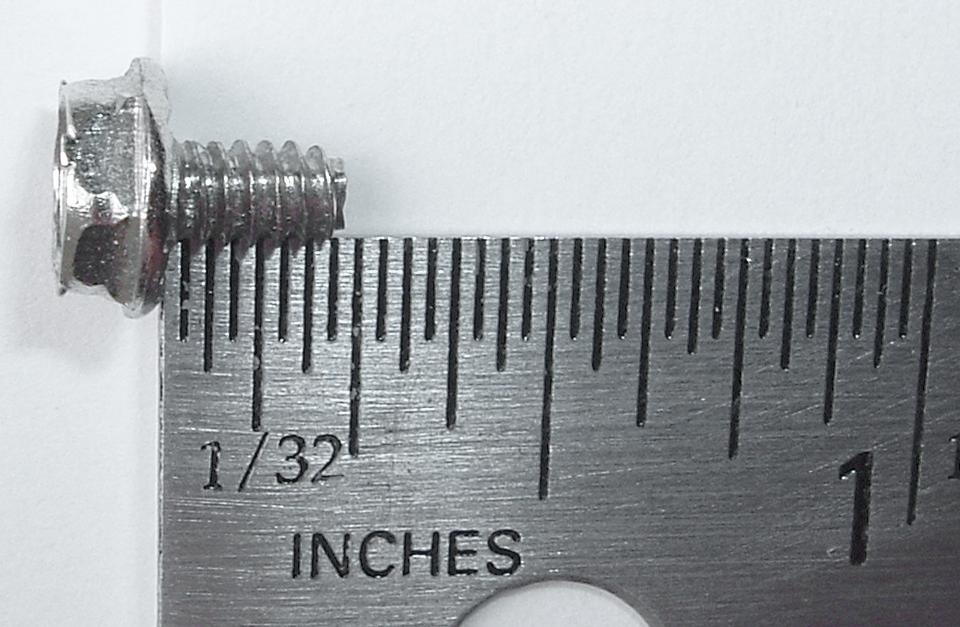
Tornillo #6-32 (UNC), el cual tiene un paso de rosca de 1/32 pulgadas.

#6-32 (UNC) es un tipo de rosca del estándar UTS que tiene un diámetro máximo del #6, es decir, de 0,138 pulgadas (3,5 mm), y 32 roscas por pulgada, que equivale a un paso de rosca de 0,03125 pulgadas (0,8 mm). La etiqueta UNC indica que se trata de un paso de rosca grueso (en inglés Unified National Coarse). Realmente esta indicación añade información redundante a la designación del tornillo, ya que el número 32 ya indica paso de rosca usado.

### Longitudes
Suele encontrarse con longitudes de 3/16 pulgadas (0,1875 pulgadas (4,8 mm)) y 1/4 pulgadas (0,25 pulgadas (6,4 mm)), y con menos frecuencia 5/16 pulgadas (0,3125 pulgadas (7,9 mm)). A veces también se encuentra con longitudes métricas no estándar, como 5 milímetros (0,2 plg).

### Usos
Este es, con diferencia, el tornillo más común de las carcasas de PC. Al tener un paso de rosca grueso es adecuado para roscar directamente en las chapas de la carcasa.
Se usan comúnmente para los siguientes propósitos, aunque hay muchas excepciones:
- Fijar la fuente de alimentación al chasis
- Fijar las unidades de discos duros de 3,5 pulgadas al chasis
- Mantener las tarjetas de expansión en su ranura fijando sus chapas metálicas al chasis
- Unir partes de la carcasa del PC entre sí
- Por lo general, uno o más de estos tornillos fijan las tapaderas de la caja

### Herramientas

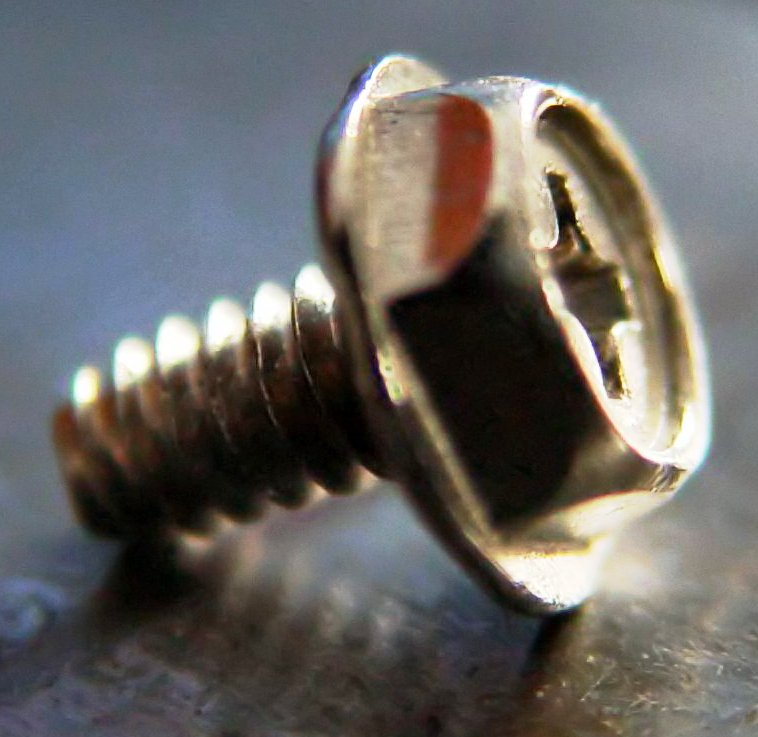
Tornillo #6-32 para destornillador Phillips y con cabeza hexagonal y arandela integrada

Casi siempre estos tornillos tienen una cabeza que permite manipularlos con un destornillador Phillips #2. Frecuentemente esta cabeza también es hexagonal con una medida entre caras de 1/4 pulgadas (0,25 pulgadas (6,4 mm)). La cabeza hexagonal permite el apriete usando destornilladores o llaves hexagonales, la cuales incluso pueden ser dinamométricas o eléctricas. También se pueden encontrar cabezas hexagonales con dimensiones no estándar de 5,5 mm. Otras veces la cabeza no es hexagonal, sino redonda y plana, de perfil bajo y borde achaflanado. Otras veces la cabeza del tornillo es grande y está moleteada para permitir un apriete manual y adicionalmente cuenta con una ranura para destornillador plano o Phillips (o ambos). Poco frecuentemente se encuentran cabezas Torx.

## Tornillo M3

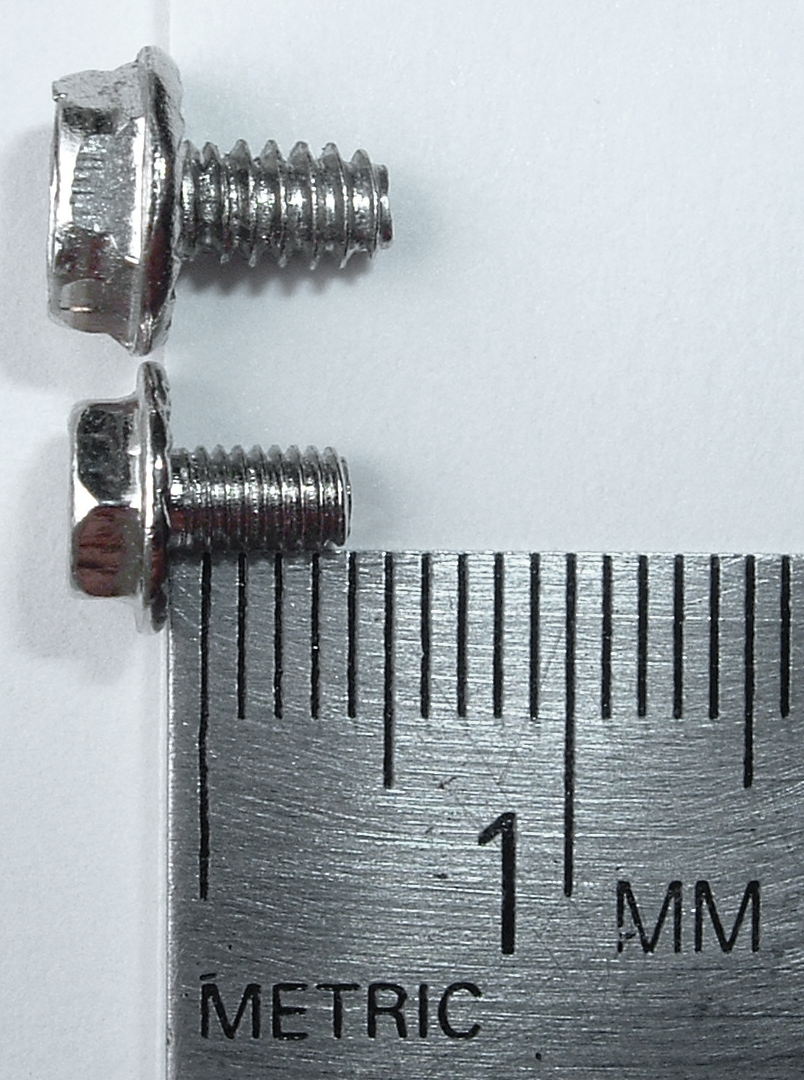
El tornillo M3 (abajo) tiene un paso de rosca de, el cual es más fino que el paso de un tornillo #6-32 (arriba).

M3 es un tipo de rosca métrica que tiene un diámetro nominal de 3 mm, y un paso de rosca de 0,5 mm.

### Longitudes
Comúnmente se encuentran en diversas longitudes, que pueden ir de 1 mm a 20 mm. 

### Usos
Los tornillos de tipo M3 son los segundos más comúnmente encontrados en los PC. El tener un paso de rosca más fino que #6-32 lo hace más adecuado en aplicaciones que requieren tornillos muy cortos.
Se suelen usar para fijar las siguientes unidades al chasis (aunque hay excepciones):
- Unidades de disco óptico de 5,25"
- Lectores de tarjetas de memoria internos de 3,5"
- Unidades de discos flexibles de 3,5"
- Unidades de estado sólido (SSD) de 2,5"

### Herramientas
Normalmente estos tornillos tienen una cabeza que permite manipularlos con un destornillador Phillips #2. Frecuentemente esta cabeza también es hexagonal con una medida entre caras de 7/32 pulgadas, con lo que también permite ser manipulada con llaves o destornilladores para cabezas hexagonales.

## Separadores de la placa base

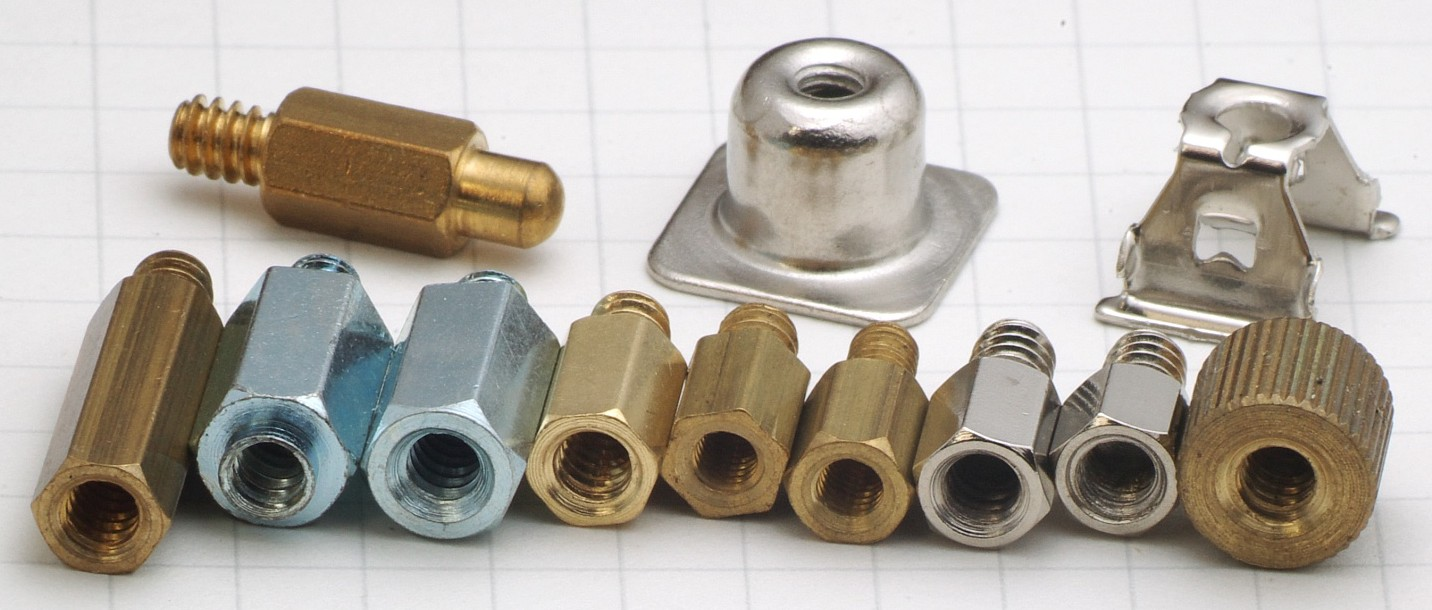
Varios tipos de separadores para el montaje de las placas base en las cajas de PC.

La mayoría de las cajas usan separadores hexagonales de latón roscados al chasis para sujetar la placa base en la carcasa, de forma que la placa no hace contacto directo con el chasis. Debido a que el material del chasis suele ser un metal conductor, pegar la placa base directamente a este podría provocar un cortocircuito. A veces se utilizan separadores de plástico roscados o separadores sin rosca, que van encajados en el chasis e insertados en la placa base. Estos últimos son menos seguros, pero igualmente válidos en la mayoría de los casos. 
Por lo general, el separador tiene una rosca macho #6-32 en un extremo que se atornilla en un orificio roscado del panel lateral de la caja, y una rosca hembra M3 o #6-32 en el otro extremo, donde se aprieta un tornillo para fijar la placa base. Con menos frecuencia, el separador tiene una rosca hembra en ambos extremos y se usa un segundo tornillo para unirlo a la caja.
La versión 2.1 de la especificación de placas base ATX establece que la longitud de los separadores debe ser de al menos 0,25 pulgadas (6,4 mm). También establece que estos separadores deben contactar la placa base en sus agujeros de montaje, y que lo deben hacer dentro de un área cuadrada de 0,4 pulgadas (10,2 mm) x 0,4 pulgadas (10,2 mm) centrada en estos agujeros.

## Tornillo #4-40 (UNC)

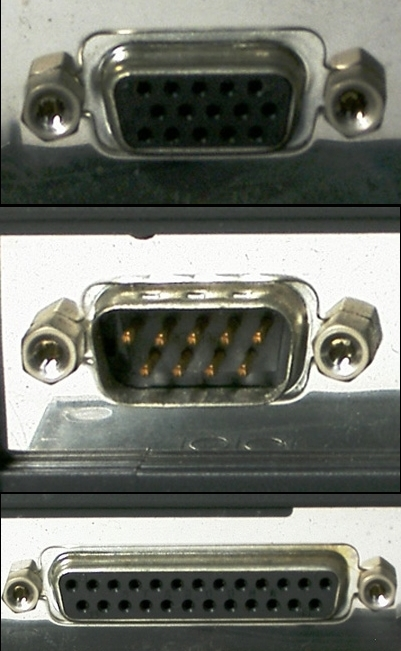
Agujeros con rosca #4-40 a ambos lados de los conectores D-sub de un PC: Arriba un puerto VGA, en mitad un puerto serie y abajo un puerto paralelo. Estas roscas permiten atornillar sus correspondientes conectores impidiendo que se desconecten si se tira del cable.

#4-40 (UNC) es un tipo de rosca del estándar UTS que tiene un diámetro máximo del #4, es decir, de 0,112 pulgadas (2,8 mm), y 40 roscas por pulgada, que equivale a un paso de rosca de 0,025 pulgadas (0,6 mm). La etiqueta UNC indica que se trata de un paso de rosca grueso (en inglés Unified National Coarse). 

### Usos
Es habitual utilizar un par de tornillos #4-40 (UNC) para sujetar los conectores de algunos cables a sus correspondientes puertos del PC. Estos tornillos se encuentran generalmente a ambos lados de los conectores D-sub, como es el caso de los puertos VGA, serie, paralelo y puertos de juegos heredados. Más recientemente también se utilizan en conectores DVI.

### Longitud
La longitud típica para un tornillo #4-40 utilizado en PC es de 3/16 pulgadas 0,1875 pulgadas (4,8 mm).

### Herramientas
Estos tornillos suelen contar con una cabeza grande de plástico o moleteada (es decir, concebida para un apriete manual), la cual también suele permitir la manipulación usando destornilladores planos o Phillips.

## Materiales de fabricación
El acero es, con diferencia, el material más comúnmente utilizado para fabricación de estos tornillos, con frecuencia con un acabado chapado o anodizado. Otros materiales como latón, aluminio, nailon y diversos plásticos también se utilizan en aplicaciones con requisitos físicos o estéticos específicos.